# Hrvatska misao (časopis, Sarajevo)
Mjesečna revija Hrvatska misao plod je Utemeljiteljske skupštine Glavnog pododbora Matice hrvatske u Sarajevu, održane 29. kolovoza 1943. godine. Tadašnji predsjednik Glavnog pododbora bio je književnik i gradski nadsavjetnik Šemsudin Sarajlić, a počasni predsjednici Edhem Mulabdić i Ivan A. Miličević. Tajnik je bio književnik Dragutin Kamber, rizničar Enver Čolaković, a odbornici Ahmed Muradbegović (književnik i kazališni intendant), Emil Lasić (glavni urednik Novog lista), Alija Nametak (književnik i profesor) i Vladimir Jurčić (književnik i profesor). Nadzorni odbor činili su Miroslav Vanino (povjesničar), Hamdija Kreševljaković, profesor, i dr. Jozo Petrović. Inicijativa koja se čula tijekom skupštine ubrzo je postala stvarnost i dvobroj (1-2, studeni/prosinac 1943.), posvećen stotoj obljetnici Matice hrvatske, našao se u rukama čitatelja. Taj su broj uredili Ahmed Muradbegović i dr. Dragutin Kamber, a odgovorni urednik je bio Alija Nametak. Tiskan je u Novoj tiskari Stjepana Vrčeka. Do gašenja časopisa (kolovoz 1944.) izašlo je osam brojeva. 
U prosincu 1996. Hrvatska misao je ponovno počela izlaziti pod egidom tromjesečnik za umjetnost i znanost.
Rasprave, oglede, članke, pjesme, priče, prikaze u njemu danas objavljuju Dragan Šimović, Dubravka Šoljan, Ivo Trinajstić, Anto Orlovac, Anto Zirdum, Tonči Grbelja, Vesna Krajinović, Vladimir Beus, Božena Mitić, Petra Cigić, Vojislav Vujanović, Marinka Šimić,Naco Zelić i drugi.

## Vanjske poveznice
Hrvatska misao (Sarajevo)  Arhivirana inačica izvorne stranice od 9. kolovoza 2007. (Wayback Machine)